# Pseudotelphusa
Pseudotelphusa là một chi bướm đêm thuộc họ Gelechiidae. Chi này có các loài sau đây:
- Pseudotelphusa scalella
- Pseudotelphusa tessella
- Pseudotelphusa istrella
- Pseudotelphusa decuriella